# Museo dell'artigianato valdostano di tradizione
Il MAV - Museo dell'Artigianato Valdostano di tradizione (in francese Musée de l'Artisanat Valdôtain de tradition) è un museo dedicato all'artigianato tradizionale della Valle d'Aosta. Questo museo, inaugurato il 24 gennaio 2009, ha sede nel comune di Fénis ed è gestito dall'IVAT - Institut Valdôtain de l'Artisanat de Tradition, che da anni si occupa della valorizzazione e commercializzazione dei prodotti artigianali.
Il MAV collabora con gli organizzatori della millenaria Fiera di Sant'Orso.

## Il Museo
All'interno del MAV sono esposti circa 800 oggetti, tra manufatti d'uso e sculture, che testimoniano l'evoluzione della tradizione artigianale valdostana.

## L'attività didattica
L'idea centrale del museo è quella di predisporre percorsi didattici dove l'utente possa trasformarsi in protagonista attivo, allontanandosi quindi da una fruizione passiva per portare i bambini a vivere appieno l'esperienza museo.

## Come raggiungere il MAV
Il MAV si trova nella frazione di Chez-Sapin, sulla strada comunale di Fénis, a 100 metri dal castello di Fénis; l'uscita autostradale sulla A5 di riferimento è quella di Nus.

## Le sale
Il MAV è composto di sei ambienti contigui il cui allestimento accompagna idealmente lungo lo scorrere di una giornata. Il percorso espositivo inizia con una sezione dedicata alla materia: un breve percorso tattile nel quale i visitatori sono invitati a prendere confidenza con l'artigianato e con i suoi materiali, si snoda poi attraverso diversi ambienti: l'interno domestico, l'esterno, la socialità , la poesia e uno spazio dedicato alle esposizioni temporanee. La socialità rappresenta la vita comune: il forno, la latteria, la chiesa: luoghi della comunità, luoghi di incontro per eccellenza. La poesia invece ci mostra le testimonianze e le sculture che mettono in evidenza la parte più personale, emotiva e sensibile dell'artigiano. A chiudere il percorso uno spazio totalmente rinnovato nelle forme, dove il contemporaneo si fa spazio per accogliere gli oggetti tradizionali: in questo luogo vengono organizzate mostre temporanee.